# Lilium washingtonianum
Lilium washingtonianum är en liljeväxtart som beskrevs av Albert Kellogg. Lilium washingtonianum ingår i släktet liljor, och familjen liljeväxter.

## Underarter
Arten delas in i följande underarter:
- L. w. purpurascens
- L. w. washingtonianum

## Bildgalleri

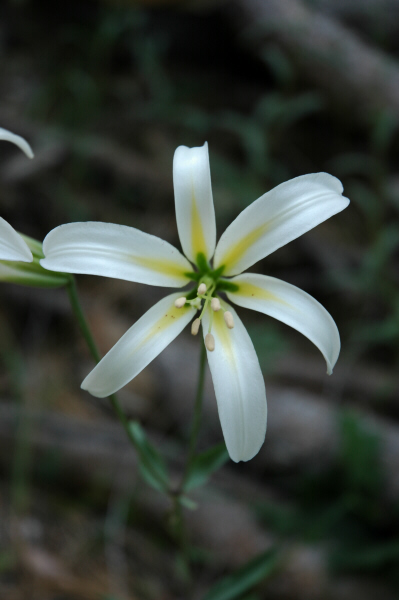
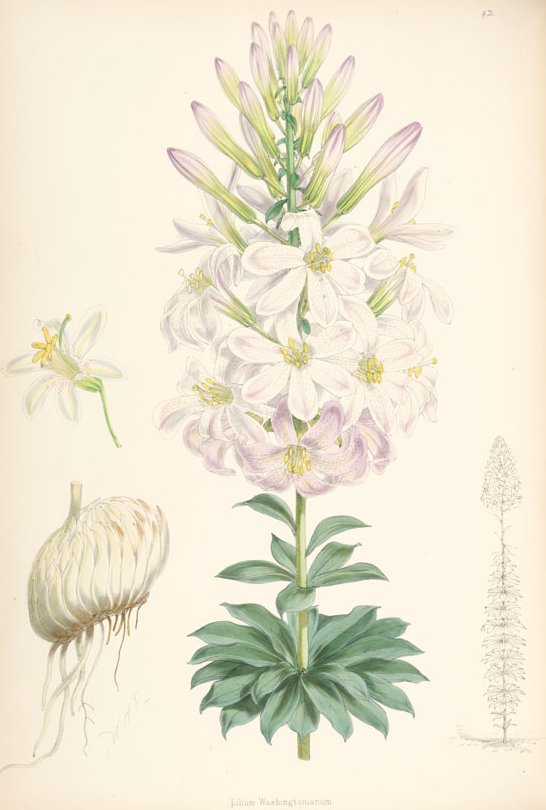
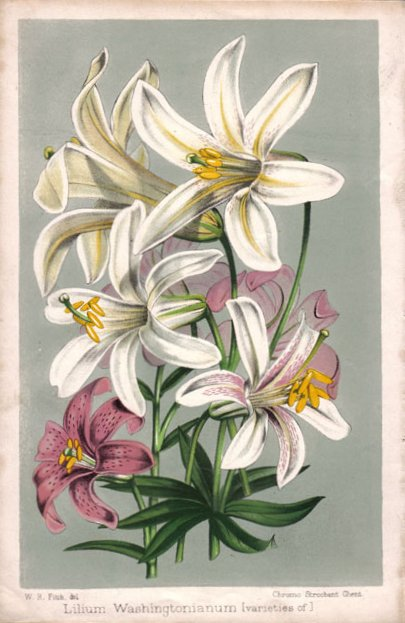
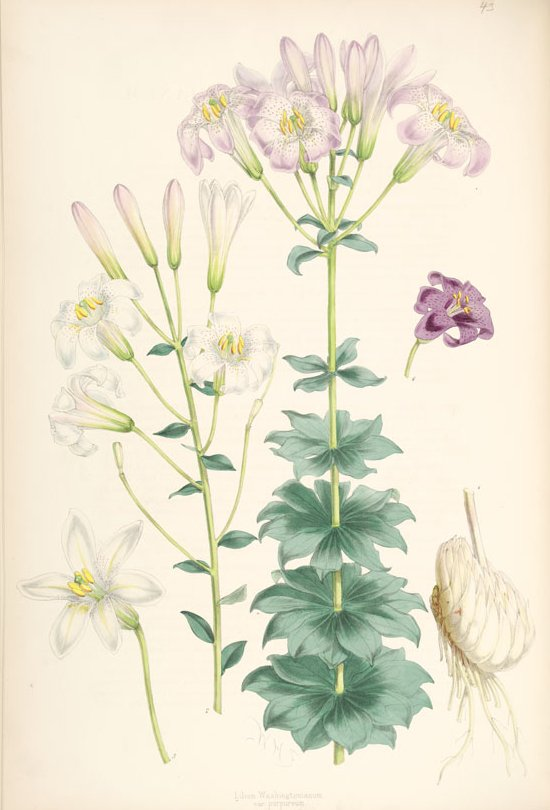
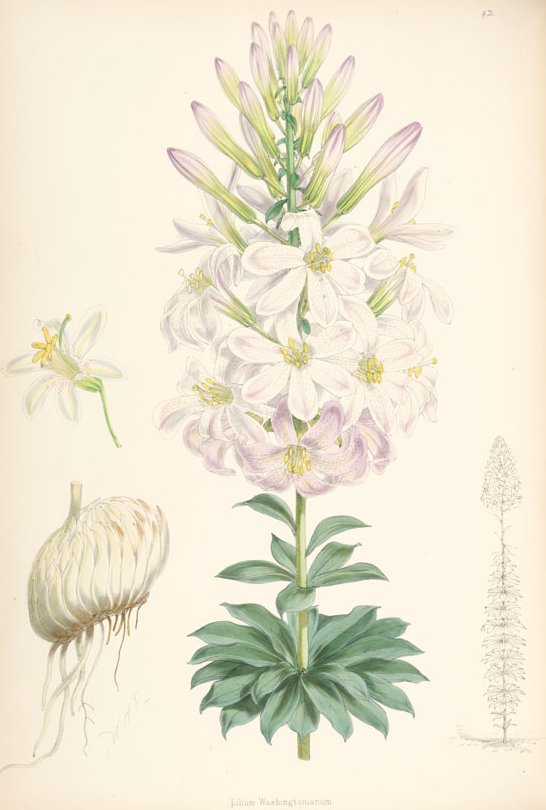